# Мэдден, Ричард
Ри́чард Мэ́дден (англ. Richard Madden, род. 18 июня 1986, Великобритания) — британский актёр театра, кино и телевидения. Наиболее известен благодаря ролям Робба Старка в сериале «Игра престолов» и заглавной роли в сериале «Телохранитель», за которую он получил премию «Золотой глобус». Также он сыграл роли в фильмах «Золушка», «1917» и роль Козимо де Медичи в сериале «Медичи».

## Биография
Ричард Мэдден родился и вырос в деревне Элдерсли, Шотландия. В раннем возрасте участвовал в программе Paisley Arts Centre, чтобы получить сценический опыт до поступления в среднюю школу и преодолеть застенчивость. В 2007 окончил Королевскую шотландскую академию музыки и драмы.
Начал карьеру актёра в 11 лет в роли юного Энди в экранизации романа Иэна Бэнкса «Соучастники», после которого он снялся в главной роли Себастьяна Симпкинса в телесериале Barmy Aunt Boomerang в 6 эпизодах, которые вышли на телеэкран в 1999—2000 годах.
Ещё во время обучения в Королевской шотландской академии музыки и драмы в Глазго сотрудничал с некоммерческой организацией The Arches, занимающейся в том числе и театральными постановками, впоследствии играл в пьесе Франца Ксавье Кроетца Tom Fool в шотландском Гражданском театре, которая была настолько тепло принята публикой, что её решили поставить в Лондоне, где Мэдден был замечен представителями театра «Глобус». В последний год обучения сыграл Ромео в пьесе «Ромео и Джульетта» в постановке театра «Глобус», которая после премьеры в Лондоне прошла на открытых площадках в рамках летнего тура 2007 года и стала первой в подобного рода турах для современного Глобуса. Затем он получил роль Дина Маккензи в сериале 2009 года производства BBC «Хоуп-Спрингс», роль Рипли (Ripley) в фильме 2010 года «Чат» и роль Кирка Брэндона, вокалиста пост-панк группы Theatre of Hate в фильме того же года «Переживая за Боя».
Ричард получил роль Робба Старка в телесериале «Игра престолов» канала HBO, являющемся экранизацией серии романов Джорджа Мартина «Песнь Льда и Огня». Эта роль принесла ему мировую известность и несколько наград и номинаций, включая две номинации на премию Гильдии киноактёров.
В 2011 году снимался в британском комедийном сериале «Сирены», где играл роль Эшли, фельдшера скорой помощи. В 2014 году он снялся в сериале «Клондайк» вместе с Тимом Ротом и Сэмом Шепардом. В 2015 году он снялся в фильме Кеннета Браны «Золушка», где сыграл роль принца. В 2016 году он сыграл в сериале «Медичи», где его партнёром стал Дастин Хоффман. В том же году он сыграл в фильме «Крутые меры».
В 2018 году он сыграл роль в сериале «Телохранитель», одним из самых рейтинговых сериалов в Великобритании. За неё он получил премию «Золотой глобус» за лучшую мужскую роль в драматическом телевизионном сериале.
Актёрские работы Мэддена получали положительные рецензии в таких известных английских печатных СМИ, как The Daily Telegraph и The Observer.

## Личная жизнь
С 2011 до 2015 год Мэдден встречался с актрисой Дженной Коулман. С августа 2017 года по декабрь 2018 года он встречался с актрисой Элли Бамбер.

## Фильмография
| Год       |     | Русское название                 | Оригинальное название            | Роль                           |
| --------- | --- | -------------------------------- | -------------------------------- | ------------------------------ |
| 1999—2000 | с   | Пенистый бумеранг тёти           | Barmy Aunt Boomerang             | Себастьян                      |
| 2000      | ф   | Соучастники                      | Complicity                       | юный Энди                      |
| 2002      | с   | Таггерт                          | Taggart                          | Кристи                         |
| 2009      | с   | Хоуп-Спрингс                     | Hope Springs                     | Дин Маккензи                   |
| 2010      | ф   | Чат                              | Chatroom                         | Рипли                          |
| 2010      | тф  | Переживая за Боя                 | Worried About The Boy            | Кирк Брэндон                   |
| 2011      | с   | Сирены                           | Sirens                           | Эшли Гринвик                   |
| 2011      | кор | Побочные сигналы                 | Strays                           | Эллиот                         |
| 2011—2013 | с   | Игра престолов                   | Game of Thrones                  | Робб Старк                     |
| 2012      | с   | Птичья песня                     | Birdsong                         | капитан Вэйр                   |
| 2013      | ф   | Обещание                         | A Promise                        | Фридрих Зейц                   |
| 2014      | с   | Клондайк                         | Klondike                         | Билл Хаскелл                   |
| 2015      | ф   | Золушка                          | Cinderella                       | Принц                          |
| 2015      | тф  | Любовник леди Чаттерлей          | Lady Chatterley's Lover          | Оливер Меллорс                 |
| 2015      | кор | Группа Б                         | Group B                          | Шейн                           |
| 2016      | ф   | Крутые меры                      | Bastille Day                     | Майкл Мэйсон                   |
| 2016—2017 | с   | Медичи                           | Medici                           | Козимо ди Джованни де Медичи   |
| 2017      | с   | Электрические сны Филипа К. Дика | Philip K. Dick's Electric Dreams | Агент Росс                     |
| 2018      | ф   | Ибица                            | Ibiza                            | Лео                            |
| 2018      | с   | Телохранитель                    | Bodyguard                        | Дэвид Бадд                     |
| 2019      | ф   | Рокетмен                         | Rocketman                        | Джон Рид                       |
| 2019      | ф   | 1917                             | 1917                             | лейтенант Блейк                |
| 2021      | ф   | Вечные                           | Eternals                         | Икарис                         |
| 2023      | с   | Цитадель                         | Citadel                          | агент Мейсон Кейн              |
| 2024      | ф   | Убийственная жара                | Killer Heat                      | Лео Вардакис / Элиаса Вардакис |

## Награды и номинации
| Награды и номинации | Награды и номинации            | Награды и номинации                                 | Награды и номинации | Награды и номинации | Награды и номинации |
| Год                 | Награда                        | Категория                                           | Фильм или сериал    | Результат           | Примечания          |
| ------------------- | ------------------------------ | --------------------------------------------------- | ------------------- | ------------------- | ------------------- |
| 2012                | Премия Гильдии киноактёров США | Лучший актёрский состав в драматическом сериале     | Игра престолов      | Номинация           |                     |
| 2014                | Премия Гильдии киноактёров США | Лучший актёрский состав в драматическом сериале     | Игра престолов      | Номинация           |                     |
| 2018                | Золотой глобус                 | Лучшая мужская роль в телевизионном сериале — драма | Телохранитель       | Победа              |                     |